# Jazbaa
Pour plus de détails, voir Fiche technique et Distribution.
Jazbaa est un film thriller indien, réalisé par Sanjay Gupta, sorti en 2015

## Fiche technique
Sauf indication contraire, les informations mentionnées dans cette section peuvent être confirmées par la base de données cinématographiques IMDb,  présente dans la section « Liens externes »..
- Titre français : Jazbaa
- Réalisation : Sanjay Gupta
- Scénario : Robin Bhatt, Sanjay Gupta
- Dialogues : Kamlesh Pandey
- Décors : Wasiq Khan
- Costumes : Subodh Srivastava
- Son : Resul Pookutty
- Photographie : Sameer Arya
- Montage : Bunty Nagi
- Musique : Amar Mohile
- Paroles : Nusrat Badr
- Production : Akash Chawla, Anuradha Gupta, Raina Sachiin Joshi, Sachiin Joshi, Nittin Keni, Aishwarya Rai[3]
- Société de production[4] : Essel Vision Productions, Viiking Media & Entertainment, White Feather Films
- Société de distribution : Zee Studios
- Société d'effets spéciaux : FutureWorks
- Pays d'origine :  Inde
- Langues : Hindi
- Format[5] : Couleurs - 2,35:1 - 35 mm
- Son : DTS / Dolby Digital / SDDS
- Genre : Action, drame, policier, thriller
- Durée : 119 minutes (1 h 19)
- Dates de sorties en salles[6] :
  -  Inde : 9 octobre 2015
  -  Australie : 10 septembre 2015
  -  Koweït : 8 octobre 2015
  -  Pakistan : 9 octobre 2015

## Distribution
- Aishwarya Rai : Avocate Anuradha Verma[7]
- Irfan Khan : Inspecteur Yohan[8]
- Shabana Azmi : Garima[9]
- Sara Arjun :  Sanaya
- Chandan Roy Sanyal : Miyaaz Shaikh
- Jackie Shroff : Mahesh Maklai, ministre de l'intérieur
- Atul Kulkarni : Ronit, avocat de l'accusation
- Siddhanth Kapoor : Sam
- Priya Banerjee : Sia
- Abhimanyu Singh : Abbas Yusuf
- Rajat Kaul : Benny

## Autour du film
Sauf indication contraire, les informations mentionnées dans cette section peuvent être confirmées par la base de données cinématographiques IMDb,  présente dans la section « Liens externes ».
- Ce film est un remake du film sud-coréen Seven Days (en).